# Laurent Lapierre
Laurent Lapierre (né le 23 novembre 1940) est un universitaire québécois retraité.

## Biographie
Laurent Lapierre détient un baccalauréat ès arts, un baccalauréat en pédagogie et un baccalauréat en histoire de l'Université Laval, une maîtrise en administration des affaires (MBA) de HEC Montréal et un doctorat de l'Université McGill. Il a été titulaire de la Chaire de leadership Pierre-Péladeau de 2001 à 2013 et professeur titulaire à HEC Montréal, où il est maintenant professeur émérite. Ses cours portaient sur la direction, le leadership, la gestion des entreprises artistiques et des industries culturelles et la méthode des cas comme méthode de recherche et d'enseignement. Il s'est intéressé à l'influence de la personnalité des gestionnaires sur leurs façons de diriger, ainsi qu'aux comportements générateurs de succès et d'échecs dans l'exercice de la direction.
Il a d’abord été enseignant (1964-1968). Il a été ensuite le premier directeur général de la Société artistique de l'Université Laval (1968-1970) et le premier directeur administratif du Théâtre du Trident (1970-1973). Il a été membre du conseil d'administration de plusieurs compagnies de théâtre et de l'Orchestre symphonique de Montréal et membre du premier conseil d’administration du Fonds d’investissement de la culture et des communications(FICC). Il a été fondateur et coresponsable du Groupe de recherche et de formation en gestion des arts, fondateur et coresponsable du Groupe de développement de la méthode des cas à HEC Montréal, et premier directeur du Centre de cas HEC Montréal. Il a aussi été membre du Centre d’études en administration internationale (CETAI) de HEC et membre du conseil de la recherche et du comité du programme de doctorat en administration. Il a été membre du comité d’éthique en recherche et membre du comité des doctorats honorifiques et des nominations au titre de professeurs émérites. Il a été représentant des professeurs au Conseil pédagogique.
De 1980 à 1988, parallèlement à ses études de doctorat et à sa carrière de professeur, il fait une psychanalyse de formation qu'il complète, de 1986 à 1990, par une formation clinique en psychothérapie au Pavillon Albert-Prévost et au Centre communautaire de psychiatrie de l'hôpital du Sacré-Cœur de Montréal. Il est un des membres fondateurs de l’International Society for the Psychoanalytic Study of Organizations (ISPSO) et a fait partie de son comité directeur pendant plusieurs années. 
Il pratique la « méthode subjective de recherche » pour étudier les phénomènes du leadership dans tous les domaines. L'entretien et l'observation lui servent à recueillir son matériel de recherche, et l'écriture et les narrations sont au cœur même de sa méthode. Ses articles et ses travaux ont été publiés en français, en anglais, en espagnol, en arabe, en japonais, en mandarin, en néerlandais et en portugais. Il agit fréquemment à titre de conseiller personnel en leadership.
Laurent Lapierre s’est spécialisé en leadership, dans la gestion des entreprises artistiques, des industries culturelles et de la création. Il agit comme expert auprès d’entreprises artistiques, de leaders, d’entrepreneurs et de créateurs, notamment, le Cirque du Soleil et l'agence de publicité Sid Lee.
Il a aussi été directeur et rédacteur en chef de Gestion, revue internationale de gestion en 1988-1989, et de 1993 à 1997. Éditeur de deux numéros spéciaux de cette revue portant sur Le leadership (septembre 1991 et septembre 2008). À partir de l'automne 2005, Laurent Lapierre est l'animateur de l'émission Leaders, diffusée à la chaîne numérique ARGENT où il a aussi tenu la chronique hebdomadaire « Leadership ». En 2006 et 2007, il signe une chronique hebdomadaire sur le leadership dans la section « Affaires » du Journal de Montréal et du Journal de Québec

## Publications
Coauteur de :
- Clinical Approaches to the Study of Managerial and Organizational Dynamics, Actes du quatrième symposium annuel de l'International Society for the Psychoanalytic Study of Organization (ISPSO), HEC Montréal, 1991
- Imaginaire et Leadership (3 tomes, 1992, 1993 et 1994) publié chez Québec/Amérique et aux Presses HEC
- Roland Arpin et le Musée de la civilisation (1993), (collection « Les grands gestionnaires et leurs œuvres ») publié aux Presses de l'Université du Québec et aux Presses HEC, printemps 1993, 135 pages
- Pierre Bourque : Le jardinier et l'ingénieur (1995) (collection « Les grands gestionnaires et leurs œuvres ») publié aux Presses de l'Université du Québec et aux Presses HEC
- La subjectivité, l'autorité et la direction. Leçon et contre-leçon inaugurale, Cahiers des leçons inaugurales, HEC Montréal, 1995
- Coéditeur d’Habiletés de  direction, publié dans la collection Racines du savoir de la revue Gestion
- Coresponsable de la collection « Femmes et hommes remarquables », publiée aux Éditions Transcontinental
- Dirige les collections Leaders et Création et Gestion aux Éditions Logiques
- Coauteur avec Jacqueline Cardinal de Noblesse oblige. L’Histoire d'un couple en affaires : Philippe et Nan-b de Gaspé Beaubien, Éd. Logiques, 2006, 237 pages
- Coauteur avec Jacqueline Cardinal de Jacques Duchesneau sur le qui–vive. L’audace dans l’action, Éd. Logiques, 2006, 264 pages
- Coauteur avec Jacqueline Cardinal de Sid Lee, c'est qui ?, publié par Sid Lee. Grand Prix Grafika[8] 2008, il est exposé en exemplaire unique, grand format capitonné blanc, dans une chambre verte vitrée, dans les locaux de la compagnie. Il peut être consulté sur demande.

## Prix et distinctions
- 1978 : Prix Guy Charette pour le meilleur article publié dans la revue Gestion.
- 1990, 1991, 1999, 2003, 2004 et 2005 : Prix Alma-Lepage[9].
- 1992 : Prix Gaëtan Morin.
- 1994 : Prix Pierre-Laurin.
- 1997 : Prix de la pédagogie de HEC Montréal.
- 2001
  - Prix 3M[10] de reconnaissance en enseignement de la Société pour l'avancement de la pédagogie dans l'enseignement supérieur (SAPES)
  - « Personnalité de la semaine » du quotidien La Presse (le 5 août).
- 2003 : Prix d'excellence en enseignement de la gestion[11], région du Québec, décerné par le National Post, en collaboration avec PricewaterhouseCoopers.
- 2005 : Professeur de l'année 2004-2005, élu par les étudiants au MBA de HEC Montréal.
- 2007
  - Membre de l'Ordre du Canada.
  - Premier récipiendaire du prix Esdras-Minville de HEC Montréal pour le rayonnement externe.